# هسته (جبر خطی)
در ریاضیات، هسته یا فضای پوچ یک نگاشت خطی،  زیرفضایی خطی از دامنهٔ همان نگاشت خطی است که توسط آن نگاشت، به بردار صفر نگاشته می‌شود. به ازای نگاشت خطی L : V → W بین دو فضای برداری V و W، هسته L فضای برداری تمام عناصر v از V است به طوری که L(v) = 0 ، که در اینجا منظور از 0، بردار صفر یا عضو بی‌اثر نسبت به جمع در W است. به عبارت دیگر:
{\displaystyle \ker(L)=\left\{\mathbf {v} \in V\mid L(\mathbf {v} )=\mathbf {0} \right\}}

## ویژگی‌ها

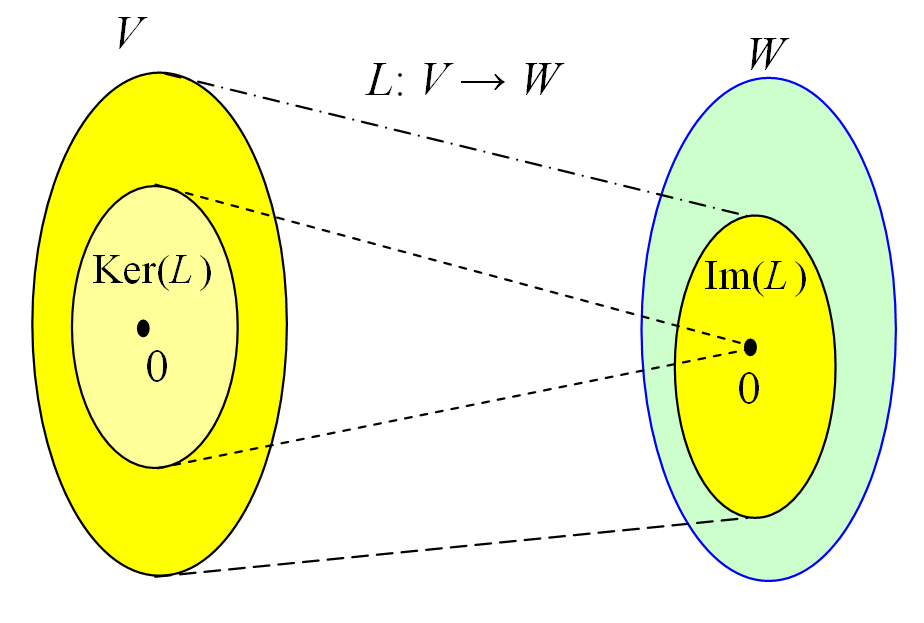
هسته و تصویر(برد) مربوط به نگاشت L

هسته L یک زیرفضای خطی با دامنه V است.  در نگاشت خطی L : V → W ، دو عنصر از V در W دارای تصویر یکسان هستند اگر و فقط اگر تفاضل آن دو، عضوی از هسته L باشد:
{\displaystyle L(\mathbf {v} _{1})=L(\mathbf {v} _{2})\iff L(\mathbf {v} _{1}-\mathbf {v} _{2})=\mathbf {0} }
از اینجا نتیجه می‌گیریم که تصویر(برد) L با خارج قسمت تقسیم V بر هسته‌ی L، یک‌ریخت است:
{\displaystyle \operatorname {im} (L)\cong V/\ker(L)}
در صورتی که بعد V متناهی باشد، رابطه‌ی مذکور بیانگر قضیه‌ی رتبه و پوچی است:
{\displaystyle \dim(\ker L)+\dim(\operatorname {im} L)=\dim(V).}
که در این قضیه، منظور از رتبه بعد تصویر(برد) L و منظور از پوچی بعد هسته L است.
وقتی که V یک فضای ضرب داخلی باشد، می توان خارج قسمت V / ker(L) را به عنوان مکمل متعامد ker(L) در فضای V تلقی کرد. این تعمیمی بر عملگرهای خطی مربوط به فضای سطری یا Coimage یک ماتریس است.